# Kitamoto Ayako
Kitamoto Ayako (北本 綾子, sinh ngày 22 tháng 6 năm 1983) là một cựu cầu thủ bóng đá nữ người Nhật Bản.

## Đội tuyển bóng đá nữ quốc gia Nhật Bản
Kitamoto Ayako thi đấu cho đội tuyển bóng đá nữ quốc gia Nhật Bản từ năm 2004 đến 2010.

## Thống kê sự nghiệp
| Nhật Bản  | Nhật Bản | Nhật Bản |
| Năm       | Trận     | Bàn      |
| --------- | -------- | -------- |
| 2004      | 2        | 3        |
| 2005      | 4        | 0        |
| 2006      | 0        | 0        |
| 2007      | 1        | 0        |
| 2008      | 2        | 0        |
| 2009      | 3        | 0        |
| 2010      | 5        | 1        |
| Tổng cộng | 17       | 4        |